# Peter Bergman
Peter Michael Bergman (nascido em 11 de junho de 1953) é um ator estadunidense mais conhecido por seus papéis como Dr. Cliff Warner em All My Children, bem como Jack Abbott em The Young and the Restless.

## Filmografia
| Ano              | Título                     | Papel            | Nota(s)                              |
| ---------------- | -------------------------- | ---------------- | ------------------------------------ |
| 1979–87, 1988–89 | All My Children            | Dr. Cliff Warner |                                      |
| 1982             | Fantasies                  | Larry            | Telefilme                            |
| 1989             | Money, Power, Murder       | Brant            | Telefilme                            |
| 1989–present     | The Young and the Restless | Jack Abbott      |                                      |
| 1991             | Danielle Steel's Palamino  | Warren Taylor    | Telefilme                            |
| 1997             | The Nanny                  | Jack Abbott      | Episódio: "The Heather Biblow Story" |
| 1998             | The Bold and the Beautiful | Jack Abbott      | 2 episódios                          |
| 2001             | The King of Queens         | Jack Abbott      | Episódio: "Inner Tube"               |